# L'Abergement-de-Cuisery
 L'Abergement-de-Cuisery  es una población y comuna francesa, en la región de Borgoña, departamento de Saona y Loira, en el distrito de Louhans y cantón de Cuisery.

## Demografía
| 603 | 609 | 590 | 584 | 652 | 640 |
| Para los censos de 1962 a 1999 la población legal corresponde a la población sin duplicidades (Fuente: INSEE [Consultar]) |     |     |     |     |     |